# Косенко Павло Денисович
Павло Денисович Косенко (11 вересня 1919, Черкаська область, УРСР — 12 серпня 2013, Москва, Росія) — радянський військовий діяч, генерал-майор. Командувач Московського вищого командного училища дорожніх та інженерних військ, учасник операції Дунай.

## Біографія
Народився 11 вересня 1919 року в християнській родині в селі Хрестителеве, Чернігівської області.

## Військові звання
- Генерал-майор (1959)

## Нагороди
- Орден Червоного Прапора (1969)
- Орден Вітчизняної війни (1985)
- Чотири Ордени Червної Зірки (1945, 1954, 1967, 1975)
- Медаль "За бойові заслуги" (1950)